# Aseraggodes diringeri
Aseraggodes diringeri är en fiskart som först beskrevs av Quéro, 1997.  Aseraggodes diringeri ingår i släktet Aseraggodes och familjen tungefiskar. Inga underarter finns listade i Catalogue of Life.